# Макароны по-флотски
Макаро́ны по-фло́тски — блюдо из макаронных изделий с мясным фаршем: ранее отваренным, а затем обжаренным в сливочном масле, обычно с луком. Рецепт сформировался в СССР в 1950-х годах.

## История
Прообразом макарон «по-флотски», вероятно, является рецепт из книги С. А. Драгомировой «В помощь хозяйкам. Рецепты разных блюд и заготовок» издания 1909-го года, под названием «Макароны с солониной или ветчиной» и представляет из себя отварные макароны с мелко рубленной солониной или ветчиной. Отдельно к блюду подавался тёртый сыр.
Одно из первых упоминаний блюда из макарон с мясом на флоте встречается в связи с бунтом, произошедшим 19 октября 1915-го года на линкоре «Гангут». Причиной бунта послужило нарушение морских традиций, когда после выполнения физически тяжёлой работы по погрузке на корабль угля вместо полагающихся макарон с мясом матросам была предложена ячневая каша.
В «Книге о вкусной и здоровой пище» 1939-го года издания размещён рецепт консервов «Макароны с мясом», похожих на макароны по-флотски. Там же приводится рецепт «Макарон или лапшевника с мясом», технология приготовления которого включает в себя обжаривание мясного фарша. 
Впервые рецепт блюда под названием «макароны по-флотски» был опубликован в книге «Кулинария» 1955-го года издания. Позднее он также вошёл в книги «Самобытная кухня» (1965), «Руководство по приготовлению пищи в воинских частях и учреждениях советской армии и военно-морского флота» (1980) и «Учебник кока» (1982). В 1981-м году выпускались консервы «макароны с мясом по-флотски».
В 2008-м году Роспотребнадзор запретил приготовление макарон по-флотски на предприятиях питания в общеобразовательных учреждениях и в учреждениях социального обслуживания граждан пожилого возраста с целью «предотвращения возникновения и распространения инфекционных заболеваний и массовых неинфекционных заболеваний (отравлений)».

## Технология приготовления
Отварную говядину, свинину или баранину пропускают через мясорубку или мелко нарезают, обжаривают, затем смешивают с готовыми макаронами и мелко нарезанным пассерованным луком.

## Отражения в культуре
Макароны по-флотски упоминаются С. П. Королёвым в монографии Бориса Чертока, повествующей о событиях на советской подводной лодке в 1955-м году.
Индийский режиссёр и актёр Радж Капур на приёмах в своей киностудии R. K. Films стал угощать гостей макаронами по-флотски, после того как посетил СССР в 1954-м году с премьерой фильма «Бродяга».